# Dolopichthys dinema
Dolopichthys dinema är en fiskart som beskrevs av Pietsch 1972. Dolopichthys dinema ingår i släktet Dolopichthys och familjen Oneirodidae. Inga underarter finns listade i Catalogue of Life.